# Fermoselle
Fermoselle è un comune spagnolo di 1 462 abitanti situato nella comunità autonoma di Castiglia e León.